# Joo Hyun-Jung
Joo Hyun-Jung (n. 3 mai 1982, Coreea de Sud) este o arcașă ce a reprezentat Coreea de Sud, medaliată olimpică. A participat la o ediție a Jocurilor Olimpice (2008) în care a câștigat o medalie de aur.